# Jukena
Jukena (nep. जुकेना) – gaun wikas samiti w zachodniej części Nepalu w strefie Lumbini w dystrykcie Arghakhanchi. Według nepalskiego spisu powszechnego z 2011 roku liczył on 1435 gospodarstw domowych i 6647 mieszkańców (3524 kobiety i 3123 mężczyzn).